# Geschichten jener Nacht
Geschichten jener Nacht ist ein vierteiliger Episodenfilm der DEFA von 1967, der anlässlich des VII. Parteitags als Selbstverpflichtung des Spielfilmstudios produziert wurde. Die dritte und vierte Episode erhielten 1967 das staatliche Prädikat der DDR für Spielfilme.
Die Episoden sind nicht durch eine Rahmenhandlung verbunden, sondern völlig eigenständig. Gemeinsames Thema ist der Bau der Berliner Mauer im August 1961 aus der Perspektive von Angehörigen der Kampfgruppen der Arbeiterklasse. Für die Dramaturgie der vier Einzelfilme und damit das Gesamtkonzept war Dieter Wolf zuständig, Dramaturg der Gruppe „Babelsberg 67“. Der Film wurde mit Unterstützung der Nationalen Volksarmee und der Kampfgruppen hergestellt.

## Handlungen

### Episode 1:Phönix
In einer Stadt in der DDR wird Alarm für die Kampfgruppen ausgelöst. Ihr Kommandeur Karl muss einen Polterabend unterbrechen, da ein Einsatz in Berlin ansteht.
Rückblende 1933. Karl ist Mitglied der KPD und schleust Verfolgte über die deutsch-tschechoslowakische Grenze. Diesmal ist es ein Dichter. Karl bringt ihn zu einem mit ihm befreundeten Kunstmaler. Dieser zeigt dem Dichter sein Bild „Phönix aus der Asche“; Symbol für ein zukünftiges, besseres Deutschland. Zur Unterstützung bei der Schleusung benötigt Karl einen Freund, der grade seine Hochzeitsnacht verbringt. Dessen Braut lässt ihn, ohne zu zögern, gehen. Sie geraten in eine Falle der deutschen Grenzpolizei. Zwar gelingt Karl und dem Dichter der Grenzübertritt, doch wird der Freund erschossen.
Gegenwart, Berlin 13. August 1961. Karl ist mit seiner Kampfgruppeneinheit bereit. Der Bräutigam ist ebenfalls anwesend. In Erinnerung an den Bräutigam von 1933 und das Bild des Kunstmalers nennt er ihn „Phönix“.

### Episode 2:Die Prüfung
Die 18-jährige Jutta Huth steht kurz vor dem Abitur, will aber unbedingt mit ihrem neuen Freund Robert eine Reise nach Prag machen. Ihre Eltern machen ihr Vorwürfe. Doch plötzlich erklären sie Jutta, dass sie die DDR verlassen wollen. Jutta kann es sich überlegen, mitzukommen oder erstmal in der DDR zu bleiben.
Jutta empfindet das Verhalten ihrer Eltern als Verrat. Ein Verwandter aus dem Westen erscheint mit einem Porsche und macht Jutta Vorwürfe; sie soll aus familiären Gründen ebenfalls die DDR verlassen. Jutta hat inzwischen erfahren, dass sie vorerst nicht Biologie studieren darf, da sie als politisch unzuverlässig gilt, besteht aber ihr Abitur. Robert und der Verwandte Juttas treffen sich zufällig und streiten über die Spaltung Deutschlands. Robert fordert eine Barrikade gegen westliche politische und kulturelle Einflüsse. Er schläft mit Jutta, wird aber durch einen Alarm, der den Bau der Mauer ankündigt, geweckt.

### Episode 3:Materna
Der gelernte Maurer Materna ist Mitglied der Kampfgruppen im Einsatz beim Mauerbau und fragt sich nach dem Sinn seiner Tätigkeit.
Rückblende, Kriegsende 1945. Der ehemalige Wehrmachtssoldat Materna kehrt nachhause zurück. Die Stadt ist zerstört, seine Angehörigen verschwunden. Materna wird Pazifist und will nie wieder ein Gewehr in die Hand nehmen. Mit Hilfe einer früheren Mitschülerin, Hanna, überlebt er die Nachkriegszeit. Sie heiraten und bekommen ein Kind. Mit Hilfe der SED bildet er sich beruflich fort. Am 17. Juni 1953 kommt es auf einer Baustelle zur Konfrontation mit Randalierern. Materna nimmt den Parteisekretär in Schutz.
13. August 1961. Materna begreift, dass er seine frühere Entscheidung für den Pazifismus revidieren muss und bewacht mit dem Gewehr in der Hand die Maßnahmen zur Grenzsicherung.

### Episode 4:Der große und der kleine Willi
Februar 1967, ein Truppenübungsplatz der Nationalen Volksarmee. Ein junger Mann in Mantel und Schiebermütze beobachtet heimlich mit einem Fernglas ein gemeinsames Manöver von sowjetischen Truppen und der NVA. Er wendet sich an das Publikum und verrät, dass er Agent 008 ist und eigentlich gar nicht hier sein darf. Er wird von zwei sowjetischen Soldaten festgenommen und in ein Büro gebracht. Sein Kommentar: „Hätte ich man bloß auf den großen Willi gehört“.
Der „Agent 008“ ist Willi Zank. In einer Rückblende berichtet er von seinen Erlebnissen in der Nacht vom 13. zum 14. August 1961 im Ostteil Berlins. Willi Zank wohnt im Osten, arbeitet aber als Schweißer bei Siemens im Westen der Stadt. Besonders anstrengen muss er sich bei der Arbeit nicht, denn durch den Umtausch von West- in Ostmark macht er genügend Gewinn. Mit einem Kofferradio hört er im Kreise von Freunden in der Nähe der Grenze Rock ’n’ Roll. Sie diskutieren über Möglichkeiten, trotz der Grenzabsperrung noch in den Westteil fliehen zu können. Als Willi Zank Lkws mit Angehörigen der Kampftruppen vor ihrem Volkseigenen Betrieb vorfahren sieht, hat er eine Idee.
Er betritt den VEB und will sich eine Uniform der Kampfgruppen erschwindeln, um damit in einem geeigneten Moment in den Westen flüchten zu können. Doch seine Absicht wird durch den Hundertschaftskommandeur Willi Lenz, genannt „Der Kinderschreck“, vereitelt. Willi Zank behauptet, Mitglied der Einheit zu sein. Willi Lenz stellt ihn auf die Probe: Er soll den Anfang des Kommunistischen Manifests zitieren. Da er das Manifest nicht einmal kennt, schweigt er. Willi Lenz antwortet für ihn: „Ein Gespenst geht um in Europa – und det sind im Moment wir!“
Willi Zank muss mit der Kampfgruppeneinheit in das Naturkundemuseum verlegen, dessen Halle von einem riesigen Dinosaurierskelett dominiert wird. Eine Gruppe von Prostituierten wird zugeführt, die im Westteil ihrer Tätigkeit am Tauentzien nachgehen wollte. Zu Willi Zanks Überraschung geht Willi Lenz ganz jovial mit den Damen, wie er sie nennt, um. Schließlich entlässt er sie mit der Adresse Wiesenstraße 11a, wo man Callgirls sucht. Willi Zank ist verblüfft. Im Gegensatz zu den Prostituierten kennt er die Adresse – es ist das Arbeitsamt.
Weitere Flüchtlinge werden dem Museum zugeführt. Willi Lenz erklärt ihnen den Sinn des Mauerbaus. Die Absicherung der Grenze habe einen Krieg verhindert, die Kinder werden in Frieden aufwachsen.
Willi Lenz bemerkt, dass ein Hundertschaftsmitglied unglücklich aussieht und fragt nach der Ursache. Der Mann erklärt, dass er aus Versehen das Kostgeld für seine Familie eingesteckt habe und will es notfalls überweisen. Willi sagt ihm, er solle doch ein Taxi nehmen, doch der Mann macht ihn darauf aufmerksam, dass in so einer Nacht wohl kein Taxi zu bekommen sei. Diese Ausrede akzeptiert Willi Lenz nicht. Er spricht mit dem Kommandanten eines T-34-Kampfpanzers der NVA. Der nickt – das Kampftruppenmitglied bekommt ein „Panzertaxi“ und darf das Kostgeld zuhause im T-34 abliefern.
Als Halbstarke an einem noch nicht fertiggestellten Mauerabschnitt randalieren, wird Willi Zank mit der Einheit an den Einsatzort verlegt. Willi Lenz „leiht“ sich von Willi Zank dessen Lederjacke und mauert vor den Augen des Westfernsehens souverän eine Packung Westzigaretten ein, die von Randalierern auf das Ostberliner Gebiet geworfen wurden.
Zurück im Museum, treffen bei Willi Lenz unterschiedliche Befehle ein. Befehl Nr. 1 sagt, die Hundertschaft soll Unterricht machen, Befehl Nr. 2, sie soll schlafen. Salomonisch entscheidet der Hundertschaftskommandeur, dass Befehl Nr. 1 ausgeführt werden soll – und währenddessen Nr. 2.
Lenz ist kurz eingenickt. Als er aufwacht, ist nicht nur Willi Zank, sondern auch seine Uniformjacke und Uniformmütze verschwunden. Willi Zank hat von seinem ursprünglichen Plan nicht abgelassen. Willi Lenz stürmt aus dem Museum Richtung Grenze. In einem unübersichtlichen, dunklen Grenzabschnitt ist Willi Zank in Jacke und Mütze zu sehen. Er wird von einem Jugendlichen, der aus der Dunkelheit auftaucht, niedergeschlagen. Willi Lenz betritt die Szene und versetzt Willi Zank eine Ohrfeige. Da zieht der Unbekannte ein Messer und stürzt sich auf Willi Lenz. Willi Zank warnt ihn und schlägt dann mit einer Stange auf den Unbekannten ein, der bewusstlos oder tot liegen bleibt. Willi Zank gibt die Jacke zurück, die Mütze hat Willi Lenz schon. Lenz: „Merk dir das mal für später: Man hat sich ordnungsgemäß abzumelden, wenn man Posten bezieht!“ – Lenz ist bereit, die Flucht und den Diebstahl der Uniformteile zu decken.
Gegenwart Februar 1967. Willi Zank erklärt dem Publikum, wie er doch noch zur Kampfgruppenuniform gekommen ist, wenn auch erst nach fünfeinhalb Jahren. Auch sei er nun Mitglied der Partei. Willi Lenz erscheint in Kampfgruppenuniform und holt ihn aus dem Büro ab. Es stellt sich heraus, dass Willi Zank entgegen seinem Auftrag als „Agent 008“ den Truppenübungsplatz betreten hat. Die sowjetischen Soldaten amüsieren sich. Willi Zank erklärt dem Publikum, dass in der Einheit er selbst der kleine und Willi Lenz der große Willi genannt werden, um sie auseinanderzuhalten. Zum Filmschluss wendet sich der kleine Willi in einer Großaufnahme wieder direkt an das Publikum:
Übrigens, das Manifest kenn’ ich inzwischen auch. Wissen sie, wie es endet? Lesen sie mal nach!

## Kritik
Horst Knietzsch schreibt im Neuen Deutschland: „Trotz der Rückblendentechnik bleibt diese (erste) Episode klar überschaubar. Ihr Reiz liegt mehr in der Gegenüberstellung einer Situation unter konträren gesellschaftlichen Bedingungen, nicht so sehr in der überzeugenden Offenbarung bewusstseinsprägender Elemente. Die statische Konzeption, der Charaktere, die mitunter spröde Dialoggestaltung durch Autor und Regisseur Karl Heinz Carpentier verringern die künstlerische Substanz der Bewährungssituation.“
H.U. schreibt In der Neuen Zeit: „Die erste und dritte Episode kommen kaum über das Illustrative hinaus. und die an sich originelle Lösung in der Materna-Geschichte, konsequent auf Dialog zu verzichten und nur einen erzählenden Monolog der Titelfigur zu geben, wirkt recht eintönig. obwohl Ulrich Thein, hier nun Hauptdarsteller, diesen Monolog sehr ausdrucksvoll und belebt spricht.“
Horst Knietzsch schreibt im Neuen Deutschland: „Neutsch hat alle Charaktere auf ihr Verhältnis zur sozialistischen DDR zugeschnitten. Das gibt ihm trotz vielschichtiger dramaturgischer Knüpfung des Stoffes und der gebotenen Kürze der (zweiten) Episode die Möglichkeit differenzierter individueller Gestaltung. Da ist filmisch-literarische Präzision spürbar, von einigen Stelzbeinigkeiten in den intimen Szenen und nicht voll gelungener Poetisierung abgesehen.“
H.U. schreibt In der Neuen Zeit: „In der vierten Episode jedoch, der mit Abstand besten, vereinen sich der Witz Baierls und die Regiepräzision Klems zu einem pointierten Ganzen, in dem der Ernst der Situation, eine forsche Schnoddrigkeit und allerhand komische Effekte — dia Kampfgruppe kampiert zum Beispiel ausgerechnet im Naturkundemuseum zwischen ausgestopften Tieren und unter Saurierskeletten sich nahtlos zusammenfügen. Die lustige Geschichte ist zugleich auch die härteste, die härteste zugleich auch die nuancierteste.“

## Produktionsgeschichte
Der Film entstand, so Dr. Dieter Wolf, im Kontext des 11. Plenums des ZK der SED. Die Idee zur Thematisierung der Kampfgruppen stammte von Horst Sindermann. Starken Einfluss auf das Konzept der Gesamtproduktion hatte Helmut Baierl, der bereits eine Szenenfolge für ein Arbeitertheater mit dem Titel Fünf Geschichten vom Dreizehnten verfasst hatte. Eine weitere Rolle spielte Carpentiers Fernsehserie Rote Bergsteiger, die parallel entstand. Aufgrund des Zeitdrucks konnte die Produktion nur als Episodenfilm erstellt werden; zwischen Konzeption und Realisierung lag nur ein halbes Jahr.
Wolf hielt den 4. Film für den dramaturgischen Höhepunkt der Gesamtproduktion: „[…] Wenn man diese kleine Episode heute sieht, so hat sie, auch was unsere filmgeschichtliche Landschaft betrifft, noch ihre Frische und ihren Platz im Genre der politischen Komödie […]“

## Überlieferung
Es gab zwei Voraufführungen: Am 17. April 1967 in Berlin (Aufführung vor Delegierten zum VII. Parteitag der SED) und am 14. Mai 1967 in Karl-Marx-Stadt im Luxorpalast (aus Anlass des VIII. Parlaments und des Pfingsttreffens der FDJ). Die Premiere erfolgte am 8. Juni 1967 im Berliner Kino International. Der Film wurde am 13. August 1968 zum 7. Jahrestag des Mauerbaus erstmals im DFF ausgestrahlt. Bis heute (2014) existiert weder eine Video- noch DVD-Edition.